# Kostel svatého Tomáše Becketa (Monmouth)

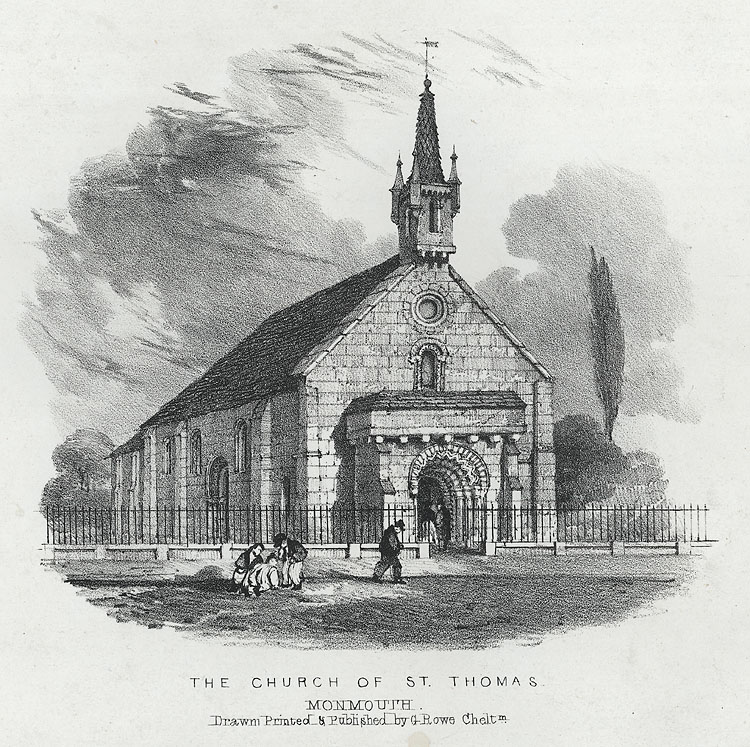
Kostel v roce 1845

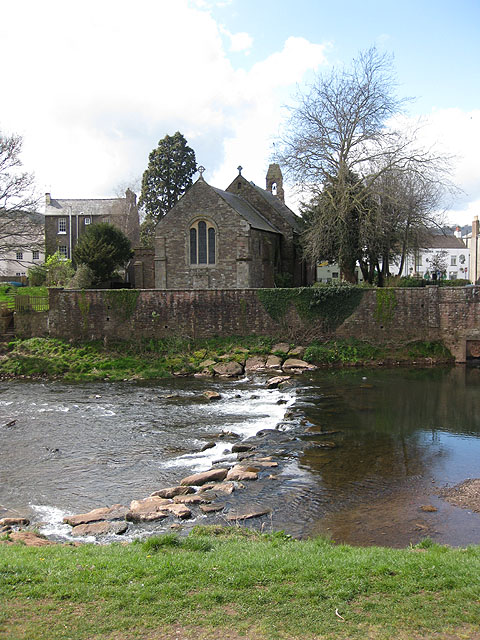
Pohled na kostel přes řeku Monnow

Kostel svatého Tomáše Becketa (anglicky Church of St Thomas the Martyr, doslovně kostel svatého Tomáše Mučedníka) se nachází ve čtvrti Overmonnow velšského města Monmouthu nedaleko historického mostu přes řeku Monnow. Přinejmenším část budovy pochází z doby okolo roku 1180 a normanská klenba presbyteria pochází z 12. století. Vnějšek kostela byl nicméně výrazně předělán na počátku 19. století. Kostel je od 27. června 1952 na seznamu zákonem chráněných staveb coby Grade II* listed building.

## Dějiny a architektura
Materiál z kterého je kostel vystaven, je takzvaný Old Red Sandstone (doslova starý červený pískovec), který byl v oblasti Monmouthshiru používán poměrně běžně, neboť se zde nachází. Kostel byl zasvěcen Tomášovi Beckettovi a neměl svou vlastní farnost, plnil funkci filiálního kostela k převorskému kostelu svaté Marie. V roce 1186 jej zmiňuje papežský edikt Urbana III. a předpokládá se, že stál již v roce 1170.
Kostel svatého Tomáše i nedaleký most přes Monnow byly poničeny ohněm při bitvě u Monmouthu v roce 1233, ke které došlo v rámci odboje baronů proti Jindřichu III. To si vyžádalo opravu kostela, na kterou byly dopraveno tucet dubů z St Briavels v Gloucestershiru.
Později zřejmě spíš chátral, v roce 1829 mluví inspekce biskupa Huntingforda o rozpadajícím se kostele. V roce 1830 nicméně kostel získal svou vlastní farnost a pod vedením londýnského architekta Thomase Henryho Wyatta byl rekonstruován. Dubové galerie v hlavní lodi z této rekonstrukce jsou v kostele dodnes.